# Прасад, Рави Шанкар
Рави Шанкар Прасад (хинди  रवि शंकर प्रसाद, англ. Ravi Shankar Prasad; род. 30 августа 1954) — индийский политический деятель и адвокат, вице-лидер оппозиции в Раджья сабхе (верхней палате индийского парламента), член Бхаратия джаната парти (БДП), заслуженный старший адвокат Верховного суда Индии. В Раджья сабхе представляет штат Бихар. В правительстве Атал Бихари Ваджпаи занимал пост заместителя министра в Министерстве угольной промышленности, Министерстве юстиции и Министерстве информации и телерадиовещания. Три раза избирался от штата Бихар в Раджья сабху.